# جیمز کمک
جیمز کُمک (انگلیسی: James Komack؛ ۳ اوت ۱۹۲۴ – ۲۴ دسامبر ۱۹۹۷) بازیگر، فیلم‌نامه‌نویس، کارگردان فیلم و تهیه‌کننده فیلم اهل ایالات متحده آمریکا بود.
از فیلم‌ها یا مجموعه‌های تلویزیونی که وی در آن‌ها نقش داشته است، می‌توان به دکتر کیلدر اشاره نمود.